# Duje Čop
Duje Čop (Vinkovci, 1 de fevereiro de 1990) é um futebolista croata que atua como atacante. Atualmente defende o Rijeka.

## Carreira
Duje Čop fez parte do elenco da Seleção Croata de Futebol da Eurocopa de 2016.